# Csupaszon egy forró kádban
A Csupaszon egy forró kádban (Two Guys Naked in a Hot Tub) a South Park című animációs sorozat 39. része (a 3. évad 8. epizódja). Elsőként 1999. július 21-én sugározták az Egyesült Államokban.
Ez a rész a meteoreső-trilógia második epizódja, mely az előző és a következő résszel egy időben játszódik, de más helyszínen. A négy főszereplő közül a cselekmény középpontjában ezúttal Stan Marsh áll.

## Cselekmény
|  | Alább a cselekmény részletei következnek! |

Miután Shelleyt elvitték Cartmanék lakására, Randy és Sharon Marsh autóval Mr. Mackey partijára indul és fiukat, Stan Marsht is magukkal viszik. Stant ez haraggal tölti el, különösen, amikor egy pincében berendezett játszószobában összezárják az iskola legnépszerűtlenebb tanulóival – Pippel, Buttersszel és Dougie-val. Ők Charlie angyalait akarnak játszani, ezért női ruhákba öltöznek és megkérik Stant, találjon ki valami küldetést. Ő nem túl lelkesen azt javasolja nekik, keressenek egy kijáratot a pincéből, hogy ezzel lefoglalja őket és addig is békén hagyják. Miután kijutnak, Stan arra kéri őket, szerezzenek neki süteményt és egy kényelmes, televízióval felszerelt helyet. Amikor ezt is megteszik, Stan közli velük, hogy már nincs több küldetés.
Eközben Mr. Mackey körbevezeti Marshékat és Broflovskiékat a lakásában és megmutatja nekik a nemrég beszerelt dzsakuzzit. Miután feleségeik magukra hagyták őket, Randy és Gerald Broflovski ki is próbálja a fürdőt, majd szexuális témákról kezdenek beszélgetni; végül úgy döntenek, kipróbálják a közös önkielégítést. Randy ezután kínosan érzi magát és kerülni kezdi Geraldot.
Az ATF nevű szervezet tévesen azt hiszi, a házban egy szekta készül tömeges öngyilkosságra, amint a meteoreső elkezdődik, és ezt mindenképp meg akarják akadályozni. Először hatalmas hangszórókból egy szerintük borzalmas dalt kezdenek el lejátszani (Cher Believe című számát), de nem járnak sikerrel, mert a házban lévők is ezt hallgatják, ezért az ATF tagjai úgy határoznak, mindenkit lelőnek, aki kilép a ház ajtaján és nem teljesíti a követeléseiket (habár végül ártatlanokat is halomra ölnek). Nemsokára Stan és a többi gyerek felfedezi az ügynököket, de azok rájuk is tüzet nyitnak, amikor figyelmeztetni akarják őket fatális tévedésükre. A gyerekek ekkor videófelvételt készítenek a házban mulatozó felnőttekről, melyet eljuttatnak az ügynököknek és így sikeresen bebizonyítják, hogy az ATF nem egy öngyilkos szektával áll szemben – az ATF emberei végre belátják, milyen szörnyű tévedést követtek el, és gyorsan meg nem történtté nyilvánítják a korábbi eseményeket.
A buliban Randy egyre kínosabban érzi magát Gerald társaságában, akit viszont Randy tartózkodó viselkedése feszélyez. Amikor Randy elkiáltja magát és véletlenül mindenki előtt bevallja, mit tettek Geralddal a dzsakuzziban, megkönnyebbülten jut tudomására, hogy egyáltalán nem ők az egyetlenek a társaságban, akik hasonló dologgal próbálkoztak. Odakint a gyerekek megünneplik a diadalt és Stan belátja, hogy a népszerűtlen tanulók is ugyanolyan normális emberek, mint bárki más az iskolájukban. Erről azonban hamar meg is feledkezik, mikor Kyle megérkezik a zsidó cserkésztáborból; Stan panaszkodni kezd barátjának, hogy egész este „ezekkel a gyíkokkal” kellett lennie.